# 上宗岡
上宗岡（かみむねおか）は、埼玉県志木市の町名。現行行政地名は上宗岡一丁目から上宗岡五丁目。郵便番号は353-0001。

## 地理
志木市の北東部に位置する。西側には新河岸川が流れる。地内は農地と住宅地が混在する。

## 歴史

### 沿革
- 1973年（昭和48年）11月1日 - 住居表示の実施により[5]、大字宗岡から上宗岡、中宗岡、下宗岡が成立[4]。

## 世帯数と人口
2017年（平成29年）9月30日現在の世帯数と人口は以下の通りである。
| 丁目         | 世帯数    | 人口    |
| ------------ | --------- | ------- |
| 上宗岡一丁目 | 677世帯   | 1,557人 |
| 上宗岡二丁目 | 421世帯   | 1,019人 |
| 上宗岡三丁目 | 495世帯   | 1,157人 |
| 上宗岡四丁目 | 1,367世帯 | 3,195人 |
| 上宗岡五丁目 | 641世帯   | 1,556人 |
| 計           | 3,601世帯 | 8,484人 |

## 小・中学校の学区
市立小・中学校に通う場合、学区は以下の通りとなる。
| 丁目         | 番地     | 小学校                 | 中学校             |
| ------------ | -------- | ---------------------- | ------------------ |
| 上宗岡一丁目 | 全域     | 志木市立宗岡第四小学校 | 志木市立宗岡中学校 |
| 上宗岡二丁目 | 1～10番  | 志木市立宗岡第四小学校 | 志木市立宗岡中学校 |
| 上宗岡二丁目 | その他   | 志木市立宗岡第二小学校 | 志木市立宗岡中学校 |
| 上宗岡三丁目 | 全域     | 志木市立宗岡第二小学校 | 志木市立宗岡中学校 |
| 上宗岡四丁目 | 全域     | 志木市立宗岡第二小学校 | 志木市立宗岡中学校 |
| 上宗岡五丁目 | 11～21番 | 志木市立宗岡第二小学校 | 志木市立宗岡中学校 |
| 上宗岡五丁目 | その他   | 志木市立宗岡第四小学校 | 志木市立宗岡中学校 |

## 道路
- 国道463号
- 埼玉県道36号保谷志木線
- 埼玉県道113号川越新座線
- 埼玉県道215号宗岡さいたま線（蓮田通り）
- 羽根倉通り
- 国道254号和光富士見バイパス（建設中）

## 施設
1丁目
- 埼玉県立志木高等学校
- 志木市立宗岡中学校
- 志木市立宗岡第四小学校
- 総合福祉センター
- 宗岡団地

2丁目
- 川口信用金庫
- 大仙院
- 千光寺
- 氷川神社

3丁目
- 志木市立宗岡第二小学校
- 稲荷神社

4丁目
- みどり幼稚園
- 浅間神社

5丁目
- TMG宗岡中央病院